# Мідний король
«Мідний король» (оригінальна назва — рос. Медный король) — роман українських письменників Марини та Сергія Дяченків. 

## Опис книги

### Україна
Якщо ти річ і тебе кидають за борт як непотріб — що робити? Змиритися та піти на дно? Абож все-таки виплисти, вижити, пройти крізь безліч випробувань та небезпечних пригод? Чи можна пізнати цей світ, чи можна знайти в ньому друзів та кохання? Чи допоможе тобі в цьому книга, написана чоловіком на ім'я Варан (ті, хто добре знайомі з творчістю Дяченків, одразу здогадаються, про кого йде мова)? І головне — яку ціну варто заплатити Мідному королю, щоб самому стати володарем? Новий роман-фентезі Марини та Сергія Дяченків «Мідний король» — це нова грань їхньої творчості, епічна сага, сповнена битв, блукань і, головне, пошуків сенсу життя.

### Польща
Дія роману відбувається у тому самому світі, що і у попередньому романі українського дуету, «Варан». Його героєм є нащадок гексів, проклятих більшістю людьми, що живуть у світі; зрештою, тяжко дивуватися ідразі до канібалізму. Природа обдаровує його неймовірною пам'яттю; йому вистачає раз прочитати книжку, щоб зацитувати її без найменшої помилки.
Випадково дізнається прадавнє закляття — прохання, що спрямоване до титулованого Мідного Короля: взамін на річ, що особливо важлива для прохача Король має дати те, що зараз прохач особливо потребує, при тому, що це Король, а не прохач, має вирішувати, що буде предметом обміну. Хлопець використовує ці знання безоглядно. Завдяки йому, із невільника піднімається на сам верх соціальної драбини — армія, яку він веде може конкурувати із найбільшими силами того світу. Чи саме завдяки цьому досягає успіху? Чи може досягнув його і так, без допомоги міфічного Кроля?
Історія його життя була так описана, що кожна з цих версій може бути підтверджена. «Мідний король» це фантастичний роман, проте нетиповий. Трохи віддалений — дуже віддалений, бо стиль Дяченків виразно перважає — відлуння прози Джина Вулфа (цикл Нового Сонця)

### Росія
Світ великий і небезпечний: небо патрулюють вершники на величезних птахах, у печерах водяться донні дракони, і чотириногі люди — звіроїни — здійснюють правосуддя на своїй землі. Хто-зна, що сталося б із хлопчиком-рабом, якби одного разу божевільний старець не навчив його простого заклинання: «Мідний королю, Мідний королю. Візьми те, що мені дороге, подай те, що потрібне!» Але чи знає людина, що саме їй потрібно насправді? І чим можна пожертвувати заради великої цілі?
Дія нового роману Марини і Сергія Дяченків відбувається у світі, описаному у романі «Варан». «Мідний король» — епічна сага, що повна битв, поневірянь, і найголовніше — пушукку сенсу життя.

## Автори про свою книжку
|                  | Герой насправді ніколи не знає, що саме у нього відберуть і що дадуть взамін. Він починає використовувати закляття для виконання своїх бажань дуже часто, це стає ніби наркотиком. Інтрига роману в тому, чи зможе хлопець зупинитися, маючи таку владу. |
| — Сергій Дяченко | |

|                  | «Мідний король» — наш найбільший твір. Це вперше роман у нас вийшов настільки сюжетним і насиченим різними подіями. Бо інші твори важчі - там більше роздумів, філософії. Багато чого ми спробували в ньому як письменники вперше. Приміром, ніколи раніше не описували панорамних битв, не вибудовували любовного трикутника. |
| — Марина Дяченко | |

### Цікаві факти
Роман «Мідний король» українською мовою вперше у кар'єрі подружжя вийшов швидше на декілька місяців ніж російською (хоча оригінальна мова російська, а українською перекладали).
Андрій Куликов 1999 року (тоді він працював на Новому каналі) пообіцяв з'їсти «Секрети домашнього консервування» під час прямої трансляції, «якщо Дяченки спершу виходитимуть українською». Але цього не сталося, оскільки Куликов там вже не працював.

## Рецензії
- Тарас Паньо. «Мідний король»: беззаконня жанру[недоступне посилання з липня 2019]. «Дзеркало тижня» №7, 23 лютого 2008. — Процитовано 31 грудня 2012

## Нагороди[4]
- 2008 — фестиваль «Звёздный Мост», премія Найкращий роман (3-тє місце, «Бронзовий Кадуцей»)
- 2008 — книга року за версією Фантлабу, премія Найкращий роман (авторська збірка) вітчизняного автора
- 2009 — премія «Странник», нагорода Незвичайна ідея
- 2009 — премія «Странник», нагорода Найкращий сюжет (номінація)

## Видання[4]
- 2008 рік — видавництво «Фоліо». (укр.)
- 2008 рік — видавництво «Эксмо». (рос.)
- 2009 рік — видавництво «Solaris» (назва — пол. Miedziany król) (пол.)
- 2009 рік — видавництво «Эксмо». (рос.)
- 2011 рік — видавництво «Эксмо». (рос.)

## Український переклад
Українською мовою перекладено та видано у 2008 році видавництвом «Фоліо». Це друга книга циклу «Бродяча Іскра».